# Радиотерапија
Радиотерапија један је од начина лечења болесног ткива заснован на високоенергетском зрачењу уз максималну заштиту околног, здравог ткива. Ова врста терапије спроводи се х-фотонима, γ-фотонима, високоенергијским електронима, а према могућностима и другим високоенергетским честицама. Радиотерапија, заједно са хирургијом, један је од основних модалитета за радикално и палијативно лечење рака код онколошких болесника који се примењује у око 40% случајева излечених од многих болести. Већина болесника се третира применом високо-енергетског снопа Х-зрачења усмереног на прецизно одређено подручје, применом линеарних акцелератора. Високоенергетско зрачење болесног ткива може се спровести екстерном (спољашњом) телерадиотерапијом изван тела или унутрашњом брахирадиотерапијом из унутрашњости тела. Спољна или телерадиотерапија (ЕБРТ) најчешћи је облик радиотерапије који се данас користи.
Радиотерапија се за разлику радиохирургије, са којом је комплементарна, најчешће спроводи у више једнодневних сеанси, у зависности од укупне дозе зрачења одређене осетљивошћу тумора и толеранције здравог ткива. Доза радијације дефинише се као озрачивање апсорбовано у сваком килограму ткива израженог у Греј (Gy) јединицама (1 Gy = 1 Ј/kg). Овако дефинисана доза обично се даје у одређеном броју (20—30) једнодневних сеанси, чија примена може да траје око 5-6 недеља.
Ефикасност радиотерапије у лечењу малигних ћелија варира између различитих облика малигнитета. Радијациона терапија не треба давати током било ког триместра трудноће.

## Синоними
Стереотаксична радиотерапија (енгл. Stereotactic radiotherapy (SRT)) • Стереотаксичка телесна радиотерапија (енгл. Stereotactic body radiotherapy (SBRT)) • Фракциона стеротаксична терапија (енгл. Fractionated stereotactic radiotherapy (FSRТ))

## Врсте радиотерапије

### Телерадиотерапија
Телерадиотерапија је облик радиотерапије код које се тело болесника излаже изворима зрачења који се налази ван његовог тела (најчешће на удаљености од око 80-100 сантиметара). Овај облик радиотерапије спроводи се линеарним акцелератором и кобалтном јединицом.

### Брахирадиотерапија
Брахирадиотерапија је облик радиотерапије у току које се радиоактивни материјал апликује директно у тело болесника.

## Циљеви радиотерапији
Примарни циљеви радиотерапије могу бити куративни и палијативни.

### Куративна радиотерапија
Ова врста радиотерапије заснива се на ставовима куративе и спроводи се радикалним дозама зрачења, и може бити адјувантна, примарна и адјувантна.
Неоадјувантна радиотерапија
Ова врста радиотерапије спроводи се у случајевима локално узнапредовале болести, са циљем успорења и смањења стадијума болести, што омогућава радикални хируршки захват, односно избегавање мутилирајућих операција.
Примарна радиотерапија
Примарна радиотерапија примењује се у оним случајевима када се због медицинских или личних разлога пацијената не можемо спровести други, жељени, облик лечења.
Адјувентна радиотерапија
Адјувантна (придружена) радиотерапија сврстава се у облике локалног лечења малигне болести. Примењује се након претходно спроведеног другог облика локалног лечења (најчешће хируршког) ради спречавања болести на месту које се излаже зрачењу.

### Палијативна радиотерапија
Палијативна радиотерапија заснива се на чињеници да се палијативним начином лечења само привидно отклањају спољашњи знаци болести, док се не саму болест и њен узрок не делује радикално лечење. У том смислу она има задатак да превентивно спречи појаву симптома (бол, фрактуре ...) или смањи интензитет било којих постојећих симптома.

## Радионуклиди
У медицинској дијагностици и лечењу примењује се десетак радионуклида, у основном облику или у облику фармаколошких препарата (радиофармаци). Радионуклиди с кратким временом полураспада називају се отвореним изворима зрачења или отвореним радионуклидима, а радионуклиди с дугим временом полураспада називају се затвореним изворима зрачења или затвореним радионуклидима. Затворени радионуклиди (на пример 60Co или кобалт-60) трајно се смештају у заштитни оловни омотач и користе се само за лечење (кобалтна бомба). Отворени радионуклиди превозе се у посебно заштићеној оловној амбалажи, а на месту примене расподељују се у појединачне дозе и дају болесницима системски (интравенски) или локално (на пример интракавитално), ради истраживања, дијагнозе или лечења болести (нуклеарна медицина).
Дијагностички и терапијски поступци с радионуклидима и радиофармацима темеље се на озрачивању болесника. Доза зрачења одређује се према физичким својствима радионуклида (време полураспада, енергија зрачења), физичко-хемијским и биолошким својствима радиофармацеутика (хемијска стабилност, ин виво раздеоба и метаболички пут у организму уз брзину излучивања из организма) те количини радиоактивности примењеног препарата. У лечењу се користи штетни учинак зрачења на живу материју, па се тако на месту накупљања радионуклида уништавају циљне ћелије. Код појачаног лучења хормона штитне жлезде или рака штитне жлезде примењује се 131I (jod-131), код полицитемије рубре вере 32P (fosfor-32), код болести костију 90Sr (стронцијум-90) и други. У дијагностици се због штетности зрачења употребљава најмања могућа доза радионуклида. За утврђивање функције штитне жлезде, бубрега, плућа и другог примењује се радионуклид  (техницијум-99m) и његови препарати, за утврђивање функције миокарда или средњег мишићног слоја срца 201Tl (талијум-201), за обележавање глукозе 18F (флуор-18) и други. Руковање радионуклидима и њихово излучивање из болесникова тела може узроковати контаминацију околине, што се регулише законима о заштити од јонизирајућег зрачења.

### Радионуклиди настали људским деловањем
Људи користе радиоактивност око стотину година и кроз то време неки радионуклиди су настали људским деловањем. Количине таквих нуклида су мање него количине козмогеничких радионуклида. Они обично имају краће време полураспада од праисконских и козмогеничких нуклида. Забраном тестирања нуклеарног оружја изнад површине земље, забележен је пад тако насталих радионуклида. Неки од нуклида који су настали људским деловањем су:
- трицијум или H-3 (време полураспада је 12,3 година): настао тестирањем оружја и у нуклеарним реакторима; настао производњом нуклеарног оружја;
- јод-131 (време полураспада је 8,04 дана): продукт нуклеарне фисије у реакторима и тестирању оружја; медицинско лечење болести штитне жлезде;
- јод-129 (време полураспада је 1,57 x 107 година): продукт нуклеарне фисије у реакторима и тестирању оружја;
- цезијум-137 (време полураспада је 30,17 година): продукт нуклеарне фисије у реакторима и тестирању оружја;
- стронцијум-90 (време полураспада је 28,78 година): продукт нуклеарне фисије у реакторима и тестирању оружја;
- технецијум-99 (време полураспада је 6,03 сати): продукт распада Mo-99, користи се у дијагностичке сврхе (радиологија – нуклеарна медицина);
- технецијум-99 (време полураспада је 2,11 x 105 година): продукт распада технецијума-99m
- плутонијум-239 (време полураспада је 2,41 x 104 година): настаје неутронским бомбардовањем уранијума-238

### Попис доступних радионуклида на тржишту

#### За добивање само гама зрачења
| Радионуклид     | Радиоактивност | Време полураспада | Енергија ()          |
| --------------- | -------------- | ----------------- | -------------------- |
| Баријум-133     | 1              | 10,7 година       | 81,0, 356,0          |
| Кадмијум-109    | 1              | 453 дана          | 88,0                 |
| Кобалт-57       | 1              | 270 дана          | 122,1                |
| Кобалт-60       | 1              | 5,27 година       | 1173,2, 1332,5       |
| Европијум-152   | 1              | 13,5 година       | 121,8, 344,3, 1408,0 |
| Манган-54       | 1              | 312 дана          | 834,8                |
| Натријум-22     | 1              | 2,6 година        | 511,0, 1274,5        |
| Цинк-65         | 1              | 244 дана          | 511,0, 1115,5        |
| Техницијум-99 m | 1              | 6,01 сати         | 140                  |

#### За добивање само бета-честица
| Радионуклид   | Радиоактивност | Време полураспада | Енергија ()     |
| ------------- | -------------- | ----------------- | --------------- |
| Стронцијум-90 | 0,1            | 28,5 година       | 546,0           |
| Талијум-204   | 1              | 3,78 година       | 763,4           |
| Угљеник-14    | 10             | 5730 година       | 49,5 (просечно) |

#### За добивање само алфа-честица
| Радионуклид   | Радиоактивност | Време полураспада | Енергија () |
| ------------- | -------------- | ----------------- | ----------- |
| Полонијум-210 | 0,1            | 138 дана          | 5304,5      |

#### За добивање више различитих елементарних честица јонизујућег зрачења
| Радионуклид | Радиоактивност | Време полураспада | Енергија ()        |
| ----------- | -------------- | ----------------- | ------------------ |
| Цезијум-137 | 1, 5, 10       | 30,1 година       | Гама и бета распад |